# Shigefumi Mori
Shigefumi Mori (jap. 森 重文 Mori Shigefumi; ur. 23 lutego 1951 w Nagoi) – japoński matematyk.

## Życiorys
Studiował na Kyoto University, gdzie otrzymał tytuł licencjata z matematyki w 1973. Był asystentem w katedrze pod kierunkiem dr. Masayoshiego Nagaty. Po uzyskaniu doktoratu pozostał na tej uczelni jako asystent do 1980, a następnie został tam wykładowcą matematyki. W 1982 awansowano go na profesora nadzwyczajnego, a w 1990 roku został profesorem w Instytucie Nauk Matematycznych Kyoto University. W tym samym roku otrzymał Medal Fieldsa za dowiedzenie przypuszczeń Hartshorne'a i za pracę klasyfikacji trójwymiarowych rozmaitości algebraicznych. W 1990 roku przyznano mu również tytuł zasłużonego dla kultury.